# Amaia Montero 2
Amaia Montero 2 o simplemente 2, es el nombre del segundo álbum de estudio de la cantautora española Amaia Montero, que salió al mercado el 8 de noviembre de 2011 bajo el sello discográfico de Sony Music.
El día de su lanzamiento, el álbum llegó al n.º 1 de discos más vendidos en iTunes y se mantuvo durante una semana en el mismo lugar. Además entró directamente al n.º 3 de los discos más vendidos en España. 
El disco lleva más de 40.000 copias vendidas desde su publicación en 2011.

## Lista de canciones
| N.º | Título                    | Duración |  |
| 1.  | «Cuestión de suerte»      | 3:32     |  |
| 2.  | «Caminando»               | 3:11     |  |
| 3.  | «¿Dónde estabas?»         | 3:26     |  |
| 4.  | «Tu mirada»               | 4:21     |  |
| 5.  | «Sabes»                   | 3:38     |  |
| 6.  | «Noviembre»               | 3:39     |  |
| 7.  | «Hasta siempre compañero» | 3:35     |  |
| 8.  | «Perdóname»               | 4:00     |  |
| 9.  | «Una sola vez»            | 4:00     |  |
| 10. | «Entre tú y yo»           | 3:11     |  |
| 11. | «A tu lado»               | 4:13     |  |
| 12. | «Tu mirada (Acústico)»    | 4:21     |  |

## Listas de ventas

### Posición
| País      | Mejor posición |
| --------- | -------------- |
| España    | 3              |
| México    | 53             |
| Argentina | 5              |

## Certificaciones
| Territorio | Organismo certificador | Certificación | Ventas certificadas |
| ---------- | ---------------------- | ------------- | ------------------- |
| España     | PROMUSICAE             | Platino       | +40 000             |

## Posiciones en la lista PROMUSICAE
| Posición | 3 | 10 | 15 | 20 | 23 | 19 | 19 | 22 | 20 | 18 | 24 | 22 | 30 | 40 | 36 | 47 | 43 | 39 | 47 | 50 | 72 | 62 | 69 | 75 | 68 | 47 | 75 | 76 | 88 | 96 | 66 | 72 | 94 | 77 | 91 |

| Posición | 62 | 91 | 47 | 77 | 82 | 96 | 82 | 71 | - |

## Posiciones en la lista de México
| Posición | 85 | 53 | Out |

## Posiciones en la lista de Argentina
| Posición | 5 | Out |

## Sencillos
- 2011 Caminando
- 2011 Tu mirada
- 2012 ¿Dónde estabas?